# ليا لوينشتاين
ليا ميريام لوينشتاين (ني هيلر، 17 يونيو 1930-6 مارس 1984) كانت أخصائية أمراض الكلى الأمريكية، والمسؤولة الأكاديمية، وعازفة التشيلو. في عام 1982، أصبحت أول امرأة عميدة لكلية الطب المختلطة في الولايات المتحدة عند تعيينها في كلية الطب جيفرسون. كانت لوينشتاين سابقًا عميدًا مشاركًا وأستاذًا للطب والكيمياء الحيوية في كلية الطب بجامعة بوسطن. عملت في إدارة كارتر كمستشارة طبية لمساعد وزير الصحة. كانت لوينشتاين مدافعة عن دور المرأة في الطب.

## النشأة والتعليم
ولدت ليا ميريام هيلر في 17 يونيو 1930 في ميلووكي ويسكونسن والدتها هي سارة هيلر ولديها ثلاث شقيقات. حصلت لوينشتاين على درجة البكالوريوس في جامعة ويسكونسن. بصفتها عازفة تشيلو شبه محترفة، أكملت لوينشتاين معظم كلية الطب والصحة العامة بجامعة ويسكونسن بمنحة دراسية موسيقية. حصلت على الأموال لمدة أربع سنوات وذهبت دون أن يلاحظها أحد من قبل الجامعة عندما التحقت بكلية الطب خلال عامها الثالث. لقد كسبت أموالًا إضافية من خلال اللعب في ثلاثية الوتر. أكملت طبيبة الطب في عام 1954، وكانت واحدة من ثلاث نساء فقط في فصلها الطبي. كانت لوينشتاين عضوًا في فاي بيتا كابا. أكملت تدريبها في مستشفى جامعة ويسكونسن في ماديسون. كانت لوينشتاين باحثة مشاركة في قسم التشريح بجامعة أكسفورد لمدة ثلاث سنوات حيث حصلت على درجة الدكتوراه في العلوم من كلية سومرفيل عام 1958. وكانت الرسالة بعنوان«بعض المشاكل الخلوية في أمراض الدم». أكملت الإقامة في مركز بيت إسرائيل ديكونيس الطبي في عام 1959. في عام 1960أكملت زمالة في أمراض الكلى والتمثيل الغذائي في مستشفى إدارة المحاربين القدامى في تافتس.

## الحياة المهنية
كانت لوينشتاين طبيبًا معالجًا في مركز بوسطن الطبي وطبيبًا رئيسيًا في مستشفى مدينة بوسطن. كانت المديرة الطبية لوحدة أبحاث الكحول في كلية الطب بجامعة هارفارد ومستشفي مدينة بوسطن. شغلت لوينشتاين مناصب أكاديمية في كلية الطب بجامعة تفتس ومختبر ثورندايك التذكاري بكلية الطب بجامعة هارفارد. خلال إجازتها بين عامي 1967 و 1968 بحثت لوينشتاين مع ستانتون سيغال في معمل المرآب الخاص به.
في عام 1968، التحقت لوينشتاين بكلية الطب بجامعة بوسطن. كانت مديرة العلوم الأساسية والإكلينيكية لمركز علم الشيخوخة في كلية الطب بجامعة بوسطن، ومديرة وحدة أمراض الكلى الأيضية. وفقًا لأرشيفات الجمعية الأمريكية لأمراض الكلى، كانت مجموعة لوينشتاين أول من درست الآليات الخلوية في أمراض التمثيل الغذائي. قاموا بتقييم معدل دوران الغشاء في الحالات الطبيعية، والتضخم الكلوي، والفشل الكلوي الحاد. في عام 1974، أصبحت عميدًا مساعدًا وتمت ترقيتها إلى عميد مشارك وأستاذ الطب والكيمياء الحيوية في عام 1977. من عام 1978 إلى عام 1979 انتقلت بالطائرة من بوسطن إلى واشنطن العاصمة للعمل في إدارة كارتر كمستشارة طبية لمساعد وزير الصحة. كان لوينشتاين أيضًا عضوًا في أقسام الدراسة في المعاهد الوطنية للصحة. في عام 1984 وصف جون ساندسون عميد كلية الطب بجامعة بوسطن لوينشتاين بأنها "رائدة بارزة" في مجال الطب وأشاد بعملها في "العلوم والتدريس والإدارة والرعاية السريرية" إلى جانب مساهماتها التي ساعدت في تعزيز "الدور". من المرأة في الطب ".
عين الرئيس لوينشتاين عميدة ونائبة من كلية طب جيفرسون في عام 1981 لتصبح أول عميد امرأة من التعليم المختلط بكلية الطب في الولايات المتحدة. خلفت لوينشتاين العميد المؤقت فرانك د. جراي الابن الذي حل محل ويليام كيلو بعد وفاته. بدأت في يوليو1 1982، وعملت في كلية طب جيفرسون لمدة 18 شهرًا.
كانت لوينشتاين مدافعة عن دور المرأة في الطب.

## الحياة الشخصية
كانت لوينشتاين متزوجةً من عالم الكيمياء الحيوية الإنجليزي جون لوينشتاين. انتقلا إلى إنجلترا في أواخر الخمسينيات من القرن الماضي أثناء عمله في جامعة أكسفورد. قاما بالتدريس لاحقًا في جامعة برانديز عند عودتهما إلى نيو إنجلاند. لديهما ثلاثة أبناء. توفيت لوينشتاين في 6 مارس 1984. كانت لونشتاين يهوديًا.

## الجوائز والتكريمات
كانت لوينشتاين عضوًا في معهد الطب وزميلًا في الجمعية الأمريكية لتقدم العلوم. شغلت منصب رئيسة في فصل نيو إنجلاند لجمعية الطبيبات الأمريكيات في السبعينيات. في عام 1983 حصلت على جائزة الخريجين من جامعة ويسكونسن لخدمتها في الطب والتعليم الطبي والقيادة والالتزام بالمجتمع العلمي.